# Juan Diego Flórez

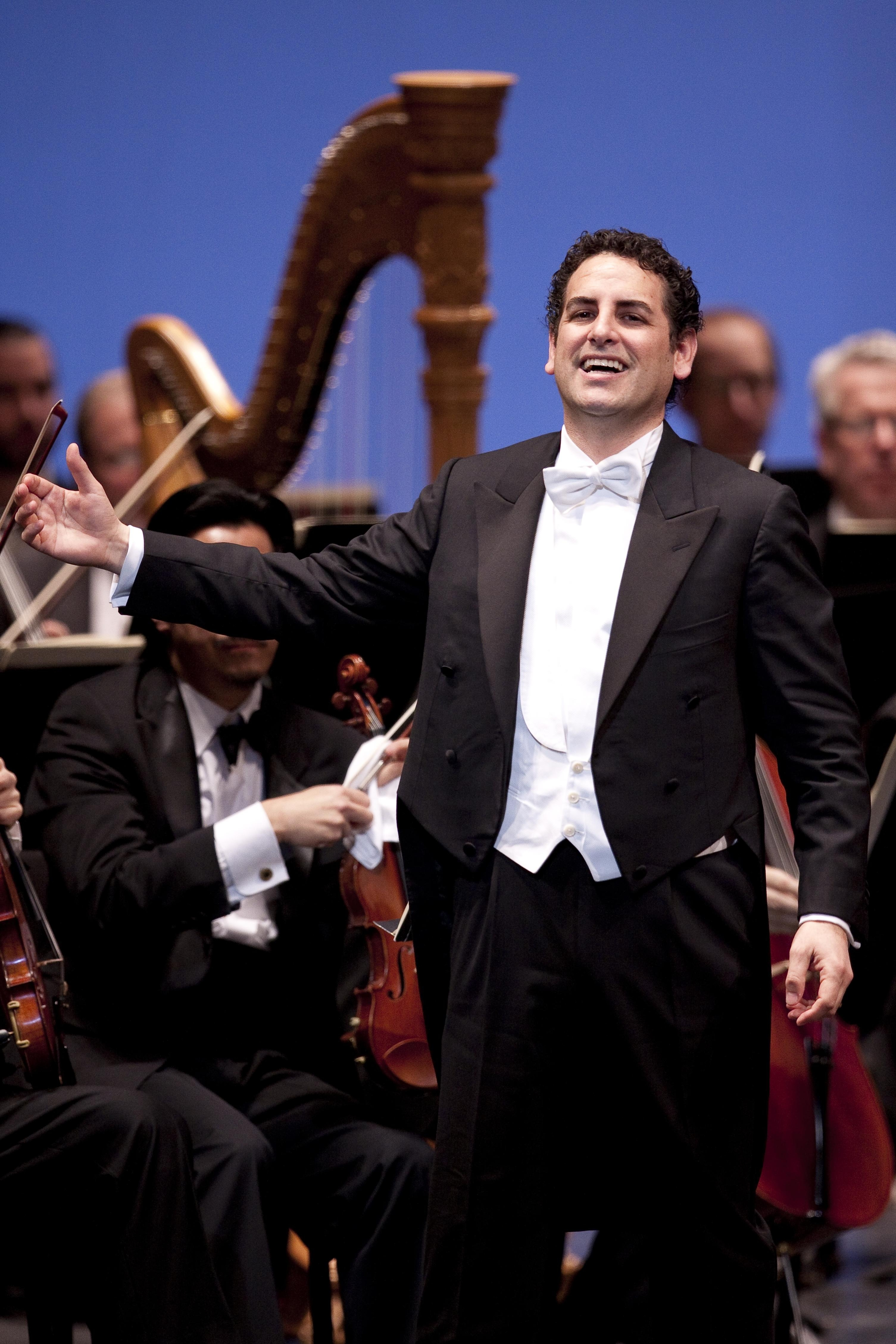
Juan Diego Flórez la un recital în National Opera House la Kennedy Center din Washington DC, interpretând “La Flor de la Canela” (4 martie 2011).

Juan Diego Flórez (n 13 ianuarie 1973 în Lima, Peru) este un cântăreț de operă peruan-austriac. Este considerat cel mai important reprezentant actual al rolului dificil de tenor ușor din operele lui Rossini.

## Discografie
- Rossini Arias & Duets (partener de duet al sopranei Vesselina Kasarova, dirijor Arthur Fagen, RCA: 1999)
- Rossini: Semiramide (cu Edita Gruberova și Ildebrando D'Arcangelo, dirijor Marcello Panni, Nightingale: 2002)
- Rossini Arias (dirijor Riccardo Chailly, Decca: 2002)
- Una furtiva Lagrima (dirijor Riccardo Frizza, Decca: 2003)
- Great Tenor Arias (Carlo Rizzi, Decca: 2004)
- Rossini: Le Comte Ory (dirijor Jesús López Cobos, DGG: 2004)
- Rossini: Il Barbiere di Siviglia (cu Edita Gruberova, dirijor Ralf Weikert, Nightingale: 2004)
- Sentimiento latino (Decca: 2006)
- Arias for Rubini (dirijor Roberto Abbado, Decca: 2007)
- Bel canto spectacular (dirijor Daniel Oren; Decca: 2008)

## Premii
- Premio Abbiati al criticilor de muzică italieni (1999)
- Premiul Rossini d’Oro, Pesaro (2000)
- Premiul Aureliano Pertile
- Premiul Francesco Tamagno
- L’Opera Award
- Bellini’s Prize